# 兰池都督府
兰池都督府，唐神龙三年（707年）置，以辖突厥降户六胡县（即原六胡州）。治所在今内蒙古自治区鄂托克前旗东敖勒召其古城。开元九年（721年）兰池胡康待宾与诸降户同反，攻陷六胡州，为唐兵擒杀，次年唐平康待宾余众反，迁六州残胡于河南、江淮诸州。二十六年迁返故土，于此改宥州。 